# George Eaton
George Ross Eaton, kanadski dirkač Formule 1, * 12. november 1945, Toronto, Kanada.

## Življenjepis
Debitiral je v sezoni 1969, ko je nastopil le na zadnjih dve dirkah sezone za Veliki nagradi ZDA in Mehike, toda obakrat je odstopil. V naslednji sezoni 1970 je nastopil na desetih dirkah, toda dvakrat se mu ni uspelo kvalificirati na dirko, štirikrat je odstopil, uvrstitve pa je dosegel z desetim mestom na domači dirki za Veliko nagrado Kanade, kar je tudi njegova najboljša uvrstitev v karieri, enajstim mestom na dirki za Veliko nagrado Avstrije, in dvanajstim mestom na dirki za Veliko nagrado Francije. Zadnjič je v Formuli 1 nastopil na domači dirki za Veliko nagrado Kanade, kjer je zasedel petnajsto mesto, kariero pa je zaključil v severnoameriških dirkaških serijah.

## Popolni rezultati Formule 1
(legenda) (odebeljene dirke pomenijo najboljši štartni položaj, poševne pa najhitrejši krog, †-uvrščen kljub odstopu)
| Leto | Moštvo                   | Šasija   | Motor            | 1       | 2       | 3       | 4   | 5       | 6      | 7      | 8   | 9      | 10      | 11      | 12      | 13  | Prv | Toč |
| ---- | ------------------------ | -------- | ---------------- | ------- | ------- | ------- | --- | ------- | ------ | ------ | --- | ------ | ------- | ------- | ------- | --- | --- | --- |
| 1969 | Owen Racing Organisation | BRM P138 | BRM P142 3.0 V12 | JAR     | ŠPA     | MON     | NIZ | FRA     | VB     | NEM    | ITA | KAN    | ZDA Ret | MEH Ret |         |     | -   | 0   |
| 1970 | Owen Racing Organisation | BRM P139 | BRM P142 3.0 V12 | JAR Ret |         |         |     |         |        |        |     |        |         |         |         |     | -   | 0   |
| 1970 | Owen Racing Organisation | BRM P153 | BRM P142 3.0 V12 |         | ŠPA DNQ |         |     |         |        |        |     |        |         |         |         |     | -   | 0   |
| 1970 | Yardley Team BRM         | BRM P153 | BRM P142 3.0 V12 |         |         | MON DNQ | BEL | NIZ Ret | FRA 12 | VB Ret | NEM | AVT 11 | ITA Ret | KAN 10  | ZDA Ret | MEH | -   | 0   |
| 1971 | Yardley Team BRM         | BRM P160 | BRM P142 3.0 V12 | JAR     | ŠPA     | MON     | NIZ | FRA     | VB     | NEM    | AVT | ITA    | KAN 15  | ZDA     |         |     | -   | 0   |